# Jackson (Wisconsin)
Jackson és una població dels Estats Units a l'estat de Wisconsin. Segons el cens del 2000 tenia 4.938 habitants.

## Demografia
Segons el cens del 2000, Jackson tenia 4.938 habitants, 1.949 habitatges, i 1.393 famílies. La densitat de població era de 756,6 habitants per km².
Dels 1.949 habitatges en un 36,7% hi vivien nens de menys de 18 anys, en un 60,4% hi vivien parelles casades, en un 8,2% dones solteres, i en un 28,5% no eren unitats familiars. En el 22,9% dels habitatges hi vivien persones soles el 7,8% de les quals corresponia a persones de 65 anys o més que vivien soles. El nombre mitjà de persones vivint en cada habitatge era de 2,53 i el nombre mitjà de persones que vivien en cada família era de 3.
Per edats la població es repartia de la següent manera: un 27,4% tenia menys de 18 anys, un 6,2% entre 18 i 24, un 38,9% entre 25 i 44, un 18,1% de 45 a 60 i un 9,5% 65 anys o més.
L'edat mediana era de 33 anys. Per cada 100 dones de 18 o més anys hi havia 95,6 homes.
La renda mediana per habitatge era de 53.990 $ i la renda mediana per família de 60.991 $. Els homes tenien una renda mediana de 41.632 $ mentre que les dones 26.319 $. La renda per capita de la població era de 23.450 $. Aproximadament el 3,3% de les famílies i el 4,5% de la població estaven per davall del llindar de pobresa.

## Poblacions properes
El següent diagrama mostra les poblacions més properes.